# Semaeopus isotherma
Semaeopus isotherma là một loài bướm đêm trong họ Geometridae.